# Den allvarsamma leken (film, 2016)
Den allvarsamma leken är en svensk dramafilm från 2016 i regi av Pernilla August, med Sverrir Gudnason och Karin Franz Körlof i huvudrollerna. Den bygger på Hjalmar Söderbergs roman med samma namn. Den hade premiär vid filmfestivalen i Berlin 2016 och på svenska biografer den 9 september 2016.

## Handling
Arvid Stjärnblom är en uppåtsträvande journalist från Värmland och arbetar som korrekturläsare för en dagstidning i Stockholm. Han blir stormförälskad i Lydia Stille, en målares dotter. På grund av sin låga inkomst tror Arvid sig inte vara i stånd att erbjuda Lydia en lämplig livsstil. Istället för att vänta på honom väljer Lydia att gifta sig med Markus Roslin, en mycket äldre men förmögen jordägare. Några år senare är också Arvid gift, båda har en dotter. När de träffar varandra igen inleder de en het relation.

## Om filmen
Den allvarsamma leken har visats i SVT 2018, 2020 och i november 2021.

## Rollista
- Sverrir Gudnason – Arvid Stjärnblom
- Karin Franz Körlof – Lydia Stille
- Liv Mjönes – Dagmar Stjärnblom, född Randel
- Michael Nyqvist – chefredaktör Markel
- Richard Forsgren – Lovén
- Mikkel Boe Følsgaard – Carl Lidner
- Sven Nordin – Markus Roslin
- Göran Ragnerstam – Anders Stille
- Staffan Göthe – far Stjärnblom
- Sophie Tolstoy – fröken Zeijlon
- Thomas Segerström – Cedergren
- Peter Larsdotter – Pettersson
- Pelle Sandberg – direktör Randel
- Ia Langhammer – fru Randel
- Malin Persson – Felicia
- Sofia Rönnegård – Harriet
- Liva Östervall – Anne Marie
- Alva Hellenius – Marianne
- Eva Millberg – hyresvärdinna
- Klas Anderlind – concierge
- Sven Wagelin-Challis – pantbanksföreståndare

## Produktion
Filmen produceras av svenska B-Reel i samarbete med danska Nimbus film och norska Motlys. Den fick 11 miljoner kronor från Svenska filminstitutet, 2,2 miljoner norska kronor från Nordisk film & TV-fond, 2,2 miljoner norska kronor från Norska filminstitutet liksom stöd från Danska filminstitutet. Inspelningen började i slutet av januari 2015 och inspelningsplatser var Budapest, Stockholm och Åmål.

## Mottagande
Filmen fick ett överlag positivt mottagande från kritiker. På hemsidan kritiker.se, som samlar svenska recensioner har filmen ett snittbetyg på 3,5 av 5. Aftonbladets Karolina Fjellborg delade ut 4 av 5 och beskrev filmen som en "Vemodig, vacker och lidelsefull kärlekshistoria". Även Kulturnytt i P1 var positiva, recensenten Jenny Teleman gav filmen 4 av 5 och skrev att "Filmen ville något annat, bli en behärskad, realistisk kärlekshistoria om bägge två och om hur förälskelse ser ut".
Andra var inte lika positiva, och Göteborgs-Postens Mats Johnson skrev "Problemet är att spelet mellan huvudrollsinnehavarna Karin Franz Körlof och Sverrir Gudnason är livlöst. När glöden saknas är det svårt att tro på att Lydia och Arvid upplever den stora kärlekspassionen, temat som skall hålla uppe hela filmen" och delade ut en etta i betyg.

## DVD
Filmen gavs ut på DVD 2017.